# Хосе Марія Лавальє
Хосе Марія Лавальє Коваррубіас (ісп. José María Lavalle Covarrubias, 21 квітня 1902, Ліма, Перу — 7 липня 1984, там само) — перуанський футболіст, що грав на позиції нападника, зокрема, за клуб «Альянса Ліма», а також національну збірну Перу.

## Клубна кар'єра
Дебютував 1926 року виступами за команду клубу «Альянса Ліма», кольори якої і захищав протягом усієї своєї кар'єри гравця, що тривала тринадцять років. 

## Виступи за збірну
1927 року дебютував в офіційних матчах у складі національної збірної Перу. Протягом кар'єри у національній команді, яка тривала 10 років, провів у її формі 11 матчів.
У складі збірної був учасником:
чемпіонату Південної Америки 1927 в Перу, де зіграв у всіх трьох поєдинках, і добув разом з командою «бронзу»;
чемпіонату світу 1930 року в Уругваї, де зіграв в матчах з Румунією (1:3) і з Уругваєм (0:1);
домашнього чемпіонату Південної Америки 1935, де зіграв у всіх трьох поєдинках і добув разом з командою «бронзу», а також путівку на берлінські ОІ-1936;
чемпіонату Південної Америки 1937 в Аргентині, де зіграв в трьох поєдинках з п'яти, забив переможний гол у ворота Парагваю.

### Матчі в складі збірної
1. 1 листопада 1927. Ліма, Перу. Перу - Уругвай 0:4. Чемпіонат Південної Америки 1927

2. 13 листопада 1927. Ліма, Перу. Перу - Болівія 3:2. Чемпіонат Південної Америки 1927

3. 27 листопада 1927. Ліма, Перу. Перу - Аргентина 1:5. Чемпіонат Південної Америки 1927

4. 14 липня 1930. Монтевідео, Уругвай. Перу - Румунія 1:3. Чемпіонат світу 1930

5. 18 липня 1930. Монтевідео, Уругвай. Перу - Уругвай 0:1. Чемпіонат світу 1930

6. 13 січня 1935. Ліма, Перу. Перу - Уругвай 0:1. Чемпіонат Південної Америки 1935

7. 20 січня 1935. Ліма, Перу. Перу - Аргентина 1:4. Чемпіонат Південної Америки 1935

8. 26 січня 1935. Ліма, Перу. Перу - Чилі 1:0. Чемпіонат Південної Америки 1935

9. 27 грудня 1936. Буенос-Айрес, Аргентина. Перу - Бразилія 2:3. Чемпіонат Південної Америки 1937

10. 6 січня 1937. Буенос-Айрес, Аргентина. Перу - Уругвай 2:4. Чемпіонат Південної Америки 1937

11. 24 січня 1937. Буенос-Айрес, Аргентина. Перу - Парагвай 1:0 (гол). Чемпіонат Південної Америки 1937
Помер 7 липня 1984 року на 83-му році життя.

## Титули і досягнення
- Бронзовий призер Чемпіонату Південної Америки: 1927, 1935